# Sportverein Babelsberg 1903 2002-2003
Questa voce raccoglie le informazioni riguardanti lo Sportverein Babelsberg 1903 nelle competizioni ufficiali della stagione 2002-2003.

## Stagione
Nella stagione 2002-2003 il Babelsberg, allenato da Nenad Šalov, Wolfgang Sandhowe e Hermann Andreev, concluse il campionato di Regionalliga nord al 16º posto e fu retrocesso in Oberliga. In Coppa di Germania il Babelsberg fu eliminato al primo turno dal Borussia M'gladbach.

## Rosa
| N. |                     | Ruolo | Calciatore       |
| -- | ------------------- | ----- | ---------------- |
| 1  | Germania (bandiera) | P     | Oliver Herber    |
| 3  | Germania (bandiera) | D     | Marcell Fensch   |
| 5  | Germania (bandiera) | D     | Jens Härtel      |
| 7  | Germania (bandiera) | C     | Thomas Förster   |
| 8  | Croazia (bandiera)  | C     | Tonci Boban      |
| 9  | Germania (bandiera) | A     | Rani Al-Kassem   |
| 11 | Germania (bandiera) | D     | Andreas Lücke    |
| 11 | Turchia (bandiera)  | A     | Cem Efe          |
| 12 | Germania (bandiera) | P     | Sebastian Rauch  |
| 13 | Germania (bandiera) | C     | Stephan Schmidt  |
| 14 | Germania (bandiera) | D     | Florian Grossert |
| 14 | Germania (bandiera) | C     | Patrick Moritz   |
| 16 | Germania (bandiera) | A     | Enrico Röver     |
| 17 | Germania (bandiera) | C     | Benedikt Löhr    |
| 18 | Svezia (bandiera)   | D     | Mats Wejsfelt    |
| 19 | Italia (bandiera)   | C     | Martino Gatti    |
| 20 | Germania (bandiera) | D     | Gert Müller      |

| N. |                                 | Ruolo | Calciatore             |
| -- | ------------------------------- | ----- | ---------------------- |
| 21 | Germania (bandiera)             | C     | Michael Lorenz         |
| 22 | Germania (bandiera)             | C     | Sven Moritz            |
| 23 | Ungheria (bandiera)             | P     | Zsolt Petry            |
| 24 | Polonia (bandiera)              | C     | Sławomir Chałaśkiewicz |
| 25 | Bosnia ed Erzegovina (bandiera) | C     | Almedin Civa           |
| 26 | Germania (bandiera)             | D     | Matthias Rudolph       |
| 27 | Germania (bandiera)             | D     | Christian Henning      |
| 28 | Germania (bandiera)             | P     | Dirk Heinrichs         |
| 30 | Germania (bandiera)             | A     | Lars Kampf             |
| 32 | Germania (bandiera)             | A     | Hendryk Lau            |
| 33 | Giappone (bandiera)             | A     | Yuzuru Okuyama         |
| 35 | Bulgaria (bandiera)             | P     | Petko Petkov           |
|    | Germania (bandiera)             | D     | Arif Karatas           |
|    | Germania (bandiera)             | D     | Paul Tabi              |
|    | Argentina (bandiera)            | C     | Federico Santana       |
|    | Germania (bandiera)             | C     | Andre Zielke           |

## Organigramma societario
Area tecnica
- Allenatore: Hermann Andreev
- Allenatore in seconda:
- Preparatore dei portieri:
- Preparatori atletici:
- Analisi video:

## Calciomercato

### Sessione estiva
| Acquisti | Acquisti        | Acquisti          | Acquisti |
| R.       | Nome            | da                | Modalità |
| -------- | --------------- | ----------------- | -------- |
| P        | Oliver Herber   | Hertha Berlino II |          |
| A        | Hendryk Lau     | Dresdner SC       |          |
| D        | Andreas Lücke   | Magdeburgo        |          |
| D        | Gert Müller     | Paderborn         |          |
| P        | Petko Petkov    | Lok Stendal       |          |
| P        | Zsolt Petry     | Paderborn         |          |
| C        | Stephan Schmidt | Preußen Münster   |          |
| C        | Andre Zielke    | Babelsberg II     |          |

| Cessioni | Cessioni           | Cessioni               | Cessioni |
| R.       | Nome               | a                      | Modalità |
| -------- | ------------------ | ---------------------- | -------- |
| A        | Henryk Bałuszyński | EN Paralimni           |          |
| C        | Nico Däbritz       | Dinamo Dresda          |          |
| C        | Jens Dowe          | Holstein Kiel          |          |
| P        | Alexander Kunze    | Eintracht Braunschweig |          |
| C        | Björn Laars        | Rot-Weiß Erfurt        |          |
| D        | Marco Laaser       | Lubecca                |          |
| D        | Mentor Miftari     | Osnabrück              |          |
| D        | Michael Molata     | Union Berlino          |          |
| C        | Martin Neumann     | Plauen                 |          |
| C        | Michael Seeger     | Neuruppin              |          |
| P        | Nico Thomaschewski | BFC Dynamo             |          |
| A        | Mirko Ullmann      | Erzgebirge Aue         |          |

### Sessione invernale
| Acquisti | Acquisti | Acquisti | Acquisti |
| R.       | Nome     | da       | Modalità |
| -------- | -------- | -------- | -------- |

| Cessioni | Cessioni         | Cessioni            | Cessioni |
| R.       | Nome             | a                   | Modalità |
| -------- | ---------------- | ------------------- | -------- |
| C        | Thomas Möller    | Vikt. Aschaffenburg |          |
| D        | Tuncay Nadaroğlu | Vikt. Aschaffenburg |          |

## Risultati

### Regionalliga

#### Girone di andata
| Arbitro: | Bley |

|         |           |          |
| Lau 41’ | Marcatori | 8’ Weber |

| Arbitro: | Strampe |

|                                 |           |                                   |
| Perdei 18’ Gockel 21’ Milde 62’ | Marcatori | 15’ Kampf 50’, 76’ Lau 58’ Lorenz |

| Arbitro: | Späker |

|           |           |            |
| Kampf 51’ | Marcatori | 82’ Bester |

| Arbitro: | Perschke |

|          |           |           |
| Dowe 50’ | Marcatori | 76’ Boban |

| Arbitro: | Seemann |

|                                            |           |                                    |
| Al-Kassem 73’ Müller 85’ Kramer 88’ (aut.) | Marcatori | 3’ Schwanke 49’ Kubis 73’ Wächtler |

| Arbitro: | Zinken |

|                                                   |           |  |
| Krontiris 54’ Gambino 82’ Odonkor 87’ Leandro 88’ | Marcatori |  |

| Arbitro: | Weber |

|  |           |                               |
|  | Marcatori | 5’ Görke 43’ Jank 88’ Tetzner |

| Arbitro: | Seemann |

|                                          |           |           |
| Džaka 20’, 73’ Dogan 27’ Schoof 29’, 87’ | Marcatori | 41’ Röver |

| Arbitro: | Gräfe |

|  |           |        |
|  | Marcatori | 7’ Isa |

| Arbitro: | Melms |

|           |           |  |
| Krohm 90’ | Marcatori |  |

| Arbitro: | Schempershauwe |

|                      |           |                             |
| Härtel 19’ Kampf 22’ | Marcatori | 4’ Canale 90’ (aut.) Härtel |

| Arbitro: | Schößling |

|                       |           |                                      |
| Valdez 17’ Mamoum 46’ | Marcatori | 27’ Lorenz 55’ Chałaśkiewicz 87’ Lau |

| Arbitro: | Hielscher |

|                   |           |                    |
| Federico 75’, 83’ | Marcatori | 35’ Lau 89’ Fensch |

| Arbitro: | Zinken |

|  |           |             |
|  | Marcatori | 5’ Ahanfouf |

| Arbitro: | Grabanowski |

|  |           |                   |
|  | Marcatori | 45’ Chałaśkiewicz |

| Arbitro: | Jansen |

|                                    |           |  |
| Chałaśkiewicz 56’ (rig.) Röver 83’ | Marcatori |  |

| Arbitro: | Winkmann |

|                                   |           |           |
| Altıntop 21’ Löbe 24’ Ehrhard 71’ | Marcatori | 31’ Kampf |

#### Girone di ritorno
| Arbitro: | Späker |

|                                    |           |         |
| Weigelt 21’ Lipinski 86’ Weber 86’ | Marcatori | 90’ Lau |

| Arbitro: | Steinhaus-Webb |

|           |           |                                      |
| Kampf 61’ | Marcatori | 39’ (rig.) Schriewersmann 68’ Gockel |

| Arbitro: | Schempershauwe |

|                            |           |            |
| Bröcker 61’ (rig.) Sen 88’ | Marcatori | 81’ Lorenz |

| Arbitro: | Grabanowski |

|           |           |                                                              |
| Gatti 16’ | Marcatori | 31’ (rig.) Guščinas 35’ Wojcik 67’ (aut.) Müller 70’ Trejgis |

| Arbitro: | Hems |

|                       |           |  |
| Helder 11’ Oeiras 78’ | Marcatori |  |

| Arbitro: | Winkmann |

|                   |           |             |
| Chałaśkiewicz 44’ | Marcatori | 66’ Senesie |

| Arbitro: | Otte |

|                        |           |  |
| Grund 27’ Heidrich 77’ | Marcatori |  |

| Arbitro: | Perschke |

|                   |           |           |
| Chałaśkiewicz 70’ | Marcatori | 49’ Şahin |

| Arbitro: | Jansen |

|                                   |           |         |
| Spork 8’, 73’ (rig.) Schüßler 65’ | Marcatori | 32’ Lau |

| Arbitro: | Hielscher |

|                                              |           |                               |
| Lorenz 10’ Chałaśkiewicz 16’ (rig.) Löhr 23’ | Marcatori | 7’ Özkaya 43’ (rig.) Feldhoff |

| Arbitro: | Melms |

|                                         |           |                                       |
| Dobrý 5’ Gerov 9’ Glöden 12’ Sağlık 71’ | Marcatori | 58’, 87’ Lau 85’ (rig.) Chałaśkiewicz |

| Arbitro: | Seemann |

|                   |           |                                                    |
| Chałaśkiewicz 19’ | Marcatori | 40’ Lenze 54’ Heidenreich 67’ Valdez 82’ Canizales |

| Arbitro: | Schößling |

|                                                     |           |                             |
| Chałaśkiewicz 16’ (rig.), 83’ Schmidt 88’ Röver 90’ | Marcatori | 28’ Steegmann 54’ Celikovic |

| Arbitro: | Czech |

|                               |           |                               |
| Koslov 10’, 46’ Jovanović 65’ | Marcatori | 78’ Chałaśkiewicz 80’ Okuyama |

| Arbitro: | Späker |

|                                                 |           |                       |
| Lau 74’, 85’ Röver 75’ Chałaśkiewicz 83’ (rig.) | Marcatori | 6’ Rolleder 28’ Meyer |

| Arbitro: | Voss |

|                                 |           |                              |
| Castilla 20’ Antwerpen 43’, 56’ | Marcatori | 53’ (rig.) Moritz 78’ Müller |

| Arbitro: | Anklam |

|                                                         |           |                     |
| Cariccio 37’, 53’ Moritz 42’ (rig.) Lau 75’ Okuyama 77’ | Marcatori | 28’, 47’, 50’ Kuntz |

### Coppa di Germania
| Arbitro: | Keßler |

|  |           |                |
|  | Marcatori | 33’ Hausweiler |

## Statistiche

### Statistiche di squadra
| Competizione      | Punti | In casa | In casa | In casa | In casa | In casa | In casa | In trasferta | In trasferta | In trasferta | In trasferta | In trasferta | In trasferta | Totale | Totale | Totale | Totale | Totale | Totale | DR  |
| Competizione      | Punti | G       | V       | N       | P       | Gf      | Gs      | G            | V            | N            | P            | Gf           | Gs           | G      | V      | N      | P      | Gf     | Gs     | DR  |
| ----------------- | ----- | ------- | ------- | ------- | ------- | ------- | ------- | ------------ | ------------ | ------------ | ------------ | ------------ | ------------ | ------ | ------ | ------ | ------ | ------ | ------ | --- |
| Regionalliga nord | 34    | 17      | 5       | 5       | 7       | 29      | 34      | 17           | 4            | 2            | 11           | 25           | 39           | 34     | 9      | 7      | 18     | 54     | 73     | -19 |
| Coppa di Germania | -     | 1       | 0       | 0       | 1       | 0       | 1       | 0            | 0            | 0            | 0            | 0            | 0            | 1      | 0      | 0      | 1      | 0      | 1      | -1  |
| Totale            | 34    | 18      | 5       | 5       | 8       | 29      | 35      | 17           | 4            | 2            | 11           | 25           | 39           | 35     | 9      | 7      | 19     | 54     | 74     | -20 |

### Andamento in campionato
| Giornata  | 1 | 2 | 3 | 4  | 5  | 6 | 7  | 8  | 9  | 10 | 11 | 12 | 13 | 14 | 15 | 16 | 17 | 18 | 19 | 20 | 21 | 22 | 23 | 24 | 25 | 26 | 27 | 28 | 29 | 30 | 31 | 32 | 33 | 34 |
| --------- | - | - | - | -- | -- | - | -- | -- | -- | -- | -- | -- | -- | -- | -- | -- | -- | -- | -- | -- | -- | -- | -- | -- | -- | -- | -- | -- | -- | -- | -- | -- | -- | -- |
| Luogo     | C | T | C | T  | C  | T | C  | T  | C  | T  | C  | T  | T  | C  | T  | C  | T  | T  | C  | T  | C  | T  | C  | T  | C  | T  | C  | T  | C  | C  | T  | C  | T  | C  |
| Risultato | N | V | P | N  | N  | V | P  | P  | P  | P  | N  | V  | N  | P  | V  | V  | P  | P  | P  | P  | P  | P  | N  | P  | N  | P  | V  | P  | P  | V  | P  | V  | P  | V  |
| Posizione | 9 | 6 | 9 | 10 | 13 | 9 | 10 | 13 | 15 | 16 | 16 | 14 | 13 | 14 | 13 | 12 | 12 | 13 | 14 | 15 | 16 | 17 | 17 | 17 | 17 | 17 | 17 | 17 | 17 | 17 | 17 | 16 | 17 | 16 |

Legenda:

Luogo: C = Casa; T = Trasferta. Risultato: V = Vittoria; N = Pareggio; P = Sconfitta.

### Statistiche dei giocatori
| Giocatore        | Regionalliga nord | Regionalliga nord | Regionalliga nord | Regionalliga nord | Coppa di Germania | Coppa di Germania | Coppa di Germania | Coppa di Germania | Totale   | Totale | Totale      | Totale     |
| Giocatore        | Presenze          | Reti              | Ammonizioni       | Espulsioni        | Presenze          | Reti              | Ammonizioni       | Espulsioni        | Presenze | Reti   | Ammonizioni | Espulsioni |
| ---------------- | ----------------- | ----------------- | ----------------- | ----------------- | ----------------- | ----------------- | ----------------- | ----------------- | -------- | ------ | ----------- | ---------- |
| R. Al-Kassem     | 7                 | 1                 | 3                 | 0                 | 1                 | 0                 | 1                 | 0                 | 8        | 1      | 4           | 0          |
| T. Boban         | 18                | 1                 | 3                 | 0                 | 1                 | 0                 | 0                 | 0                 | 19       | 1      | 3           | 0          |
| V. Cariccio      | 1                 | 2                 | 0                 | 0                 | 0                 | 0                 | 0                 | 0                 | 1        | 2      | 0           | 0          |
| S. Chałaśkiewicz | 29                | 12                | 3                 | 0                 | 0                 | 0                 | 0                 | 0                 | 29       | 12     | 3           | 0          |
| A. Civa          | 25                | 0                 | 4                 | 1                 | 1                 | 0                 | 0                 | 0                 | 26       | 0      | 4           | 1          |
| C. Efe           | 0                 | 0                 | 0                 | 0                 | 0                 | 0                 | 0                 | 0                 | 0        | 0      | 0           | 0          |
| M. Fensch        | 11                | 1                 | 4                 | 0                 | 0                 | 0                 | 0                 | 0                 | 11       | 1      | 4           | 0          |
| T. Förster       | 2                 | 0                 | 0                 | 0                 | 0                 | 0                 | 0                 | 0                 | 2        | 0      | 0           | 0          |
| M. Gatti         | 26                | 1                 | 1                 | 0                 | 1                 | 0                 | 1                 | 0                 | 27       | 1      | 2           | 0          |
| F. Grossert      | 4                 | 0                 | 0                 | 0                 | 0                 | 0                 | 0                 | 0                 | 4        | 0      | 0           | 0          |
| D. Heinrichs     | 3                 | 0                 | 1                 | 0                 | 0                 | 0                 | 0                 | 0                 | 3        | 0      | 1           | 0          |
| C. Henning       | 0                 | 0                 | 0                 | 0                 | 0                 | 0                 | 0                 | 0                 | 0        | 0      | 0           | 0          |
| O. Herber        | 26                | 0                 | 1                 | 0                 | 1                 | 0                 | 0                 | 0                 | 27       | 0      | 1           | 0          |
| J. Härtel        | 24                | 1                 | 7                 | 3                 | 0                 | 0                 | 0                 | 0                 | 24       | 1      | 7           | 3          |
| L. Kampf         | 29                | 5                 | 8                 | 1                 | 1                 | 0                 | 0                 | 0                 | 30       | 5      | 8           | 1          |
| A. Karatas       | 3                 | 0                 | 0                 | 0                 | 0                 | 0                 | 0                 | 0                 | 3        | 0      | 0           | 0          |
| H. Lau           | 30                | 12                | 3                 | 1                 | 1                 | 0                 | 0                 | 0                 | 31       | 12     | 3           | 1          |
| M. Lorenz        | 28                | 4                 | 10                | 1                 | 1                 | 0                 | 0                 | 0                 | 29       | 4      | 10          | 1          |
| B. Löhr          | 26                | 1                 | 2                 | 0                 | 1                 | 0                 | 0                 | 1                 | 27       | 1      | 2           | 1          |
| A. Lücke         | 6                 | 0                 | 0                 | 0                 | 1                 | 0                 | 0                 | 0                 | 7        | 0      | 0           | 0          |
| P. Moritz        | 18                | 2                 | 4                 | 0                 | 0                 | 0                 | 0                 | 0                 | 18       | 2      | 4           | 0          |
| S. Moritz        | 6                 | 0                 | 1                 | 0                 | 0                 | 0                 | 0                 | 0                 | 6        | 0      | 1           | 0          |
| T. Möller        | 5                 | 0                 | 0                 | 0                 | 0                 | 0                 | 0                 | 0                 | 5        | 0      | 0           | 0          |
| G. Müller        | 33                | 2                 | 10                | 0                 | 1                 | 0                 | 0                 | 0                 | 34       | 2      | 10          | 0          |
| T. Nadaroğlu     | 5                 | 0                 | 0                 | 0                 | 0                 | 0                 | 0                 | 0                 | 5        | 0      | 0           | 0          |
| Y. Okuyama       | 14                | 2                 | 0                 | 0                 | 1                 | 0                 | 0                 | 0                 | 15       | 2      | 0           | 0          |
| P. Petkov        | 1                 | 0                 | 0                 | 0                 | 0                 | 0                 | 0                 | 0                 | 1        | 0      | 0           | 0          |
| Z. Petry         | 7                 | 0                 | 0                 | 0                 | 0                 | 0                 | 0                 | 0                 | 7        | 0      | 0           | 0          |
| S. Rauch         | 5                 | 0                 | 0                 | 0                 | 0                 | 0                 | 0                 | 0                 | 5        | 0      | 0           | 0          |
| M. Rudolph       | 9                 | 0                 | 0                 | 0                 | 0                 | 0                 | 0                 | 0                 | 9        | 0      | 0           | 0          |
| E. Röver         | 25                | 4                 | 4                 | 0                 | 1                 | 0                 | 0                 | 0                 | 26       | 4      | 4           | 0          |
| F. Santana       | 1                 | 0                 | 0                 | 0                 | 0                 | 0                 | 0                 | 0                 | 1        | 0      | 0           | 0          |
| S. Schmidt       | 26                | 1                 | 13                | 2                 | 1                 | 0                 | 0                 | 0                 | 27       | 1      | 13          | 2          |
| P. Tabi          | 2                 | 0                 | 0                 | 0                 | 0                 | 0                 | 0                 | 0                 | 2        | 0      | 0           | 0          |
| N. Vrcic         | 2                 | 0                 | 0                 | 0                 | 0                 | 0                 | 0                 | 0                 | 2        | 0      | 0           | 0          |
| M. Wejsfelt      | 0                 | 0                 | 0                 | 0                 | 0                 | 0                 | 0                 | 0                 | 0        | 0      | 0           | 0          |
| A. Zielke        | 0                 | 0                 | 0                 | 0                 | 0                 | 0                 | 0                 | 0                 | 0        | 0      | 0           | 0          |